# Alexandre IV
Alexandre IV (Anagni, 1199 - † Viterbo, 25 de maig de 1261) va ser papa de l'Església Catòlica del 1254 al 1261.
De nom Rinaldo Conti, pertanyia a la família dels comtes de Segni com els dos papes anteriors, igual que Innocenci III i el seu oncle Gregori IX que el va nomenar cardenal el 1227 i cardenal bisbe d'Òstia en 1231.
Va continuar la política del seu predecessor, tractant de suavitzar-la en la mesura del possible. La lluita del Regne de Sicília va continuar a la mort de Conrad IV d'Alemanya quan el seu fill Conradí reclamà el títol amb regència de Manfred I de Sicília i Alexandre IV va contraatacar oferint Sicília a Edmund el Geperut, fill d'Enric III d'Anglaterra. La guerra civil es va prolongar fins que Manfred fou derrotat i mort a la batalla de Benevent davant de Carles I d'Anjou, que va ser coronat per Urbà IV.
El 1260 va nomenar Sant Albert Magne, el Doctor universalis, bisbe de Ratisbona. Aquell mateix any es va formar, probablement a Perusa, el primer moviment dels pelegrins anomenats flagel·lants, un dels fenòmens més característics de l'Edat Mitjana, que recorrien centenars de milles dirigint-se cap a Roma i flagel·lant-se durant el camí, com a signe de penitència.
Les profecies de Sant Malaquies es refereixen a aquest papa com Signum ostiense (El signe d'Òstia), que fa referència tant al seu cognom com al fet que va ser cardenal d'Òstia abans de ser elegit pontifici.